# Gemeine Sumpfschwebfliege

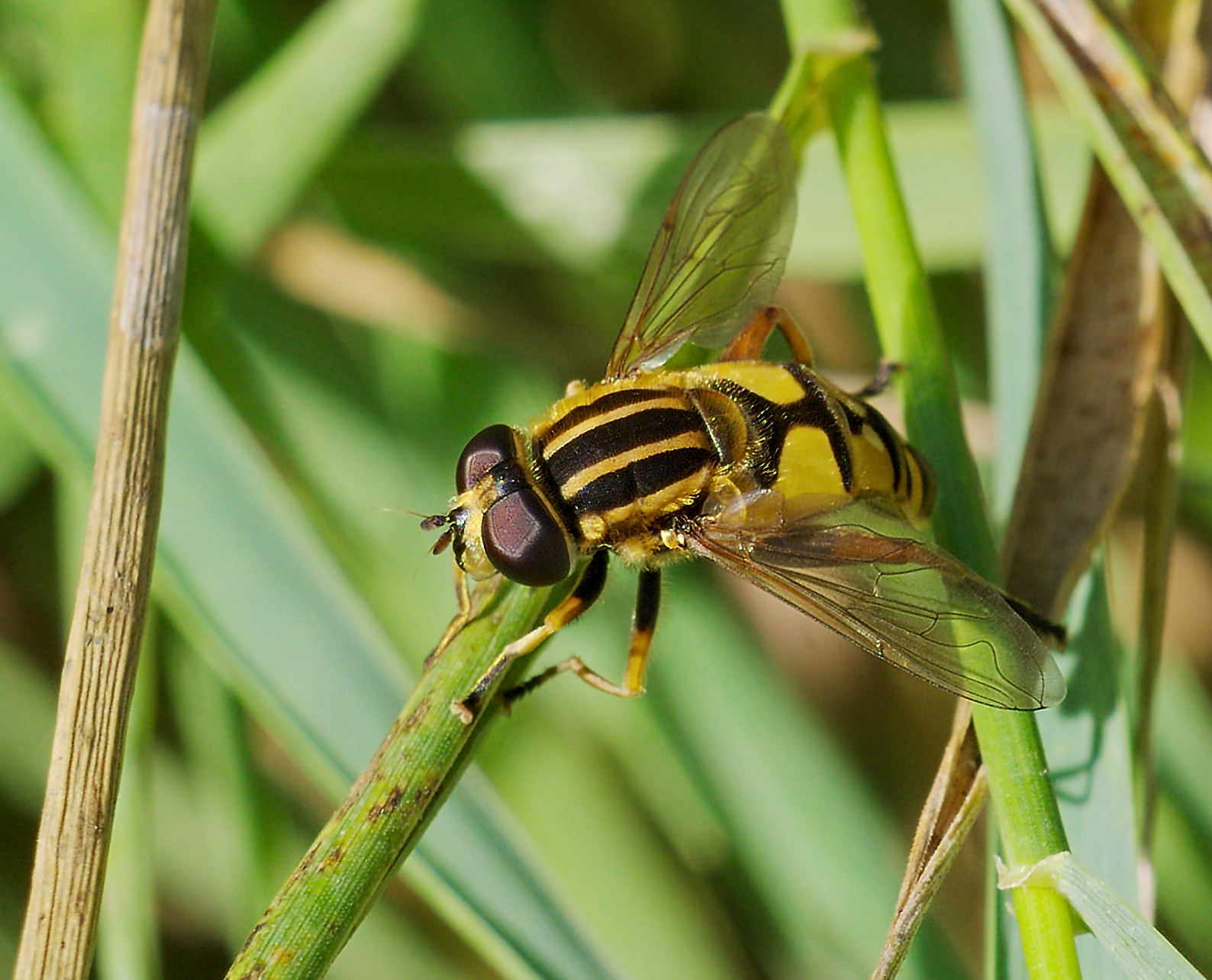
Männchen

Die Gemeine Sumpfschwebfliege (Helophilus pendulus) ist eine Fliege aus der Familie der Schwebfliegen.

## Merkmale
Die Schwebfliegen erreichen eine Körperlänge von bis zu 14 mm. Über das Mesonotum verlaufen vier gelbe Längsstreifen. Das Schildchen ist gelblich-braun. Im Gegensatz zur ähnlichen Art H. trivittatus sind bei der Gemeinen Sumpfschwebfliege die gelben Flecke auf dem Hinterleib größer und deutlich voneinander getrennt. Außerdem besitzt die Gemeine Sumpfschwebfliege eine dunkle Gesichtsstrieme. Die Fühler sind schwarz und besitzen eine gelbe Borste. Die hinteren Tibien sind lediglich im distalen Drittel dunkel gefärbt. Die mittleren Tibien sind vollständig gelb.
Die Larven werden auch als „Rattenschwanzlarven“ bezeichnet. Sie besitzen am Körperende ein schwanzähnliches Atemrohr.

## Verbreitung
Die Art kommt in weiten Teilen Europas vor und ist häufig. Im Norden reicht ihr Vorkommen bis auf die Färöer-Inseln und bis nach Island.

## Lebensweise
Die Flugzeit der adulten Fliegen dauert von April bis November. Am häufigsten beobachtet man sie im Juli. Sie ernähren sich von Pollen und Nektar verschiedener Blumen. Die Larven entwickeln sich in nährstoffreichen stehenden Gewässern.

## Taxonomie
In der Literatur finden sich folgende Synonyme:
- Musca pendula Linnaeus, 1758

## Bilder

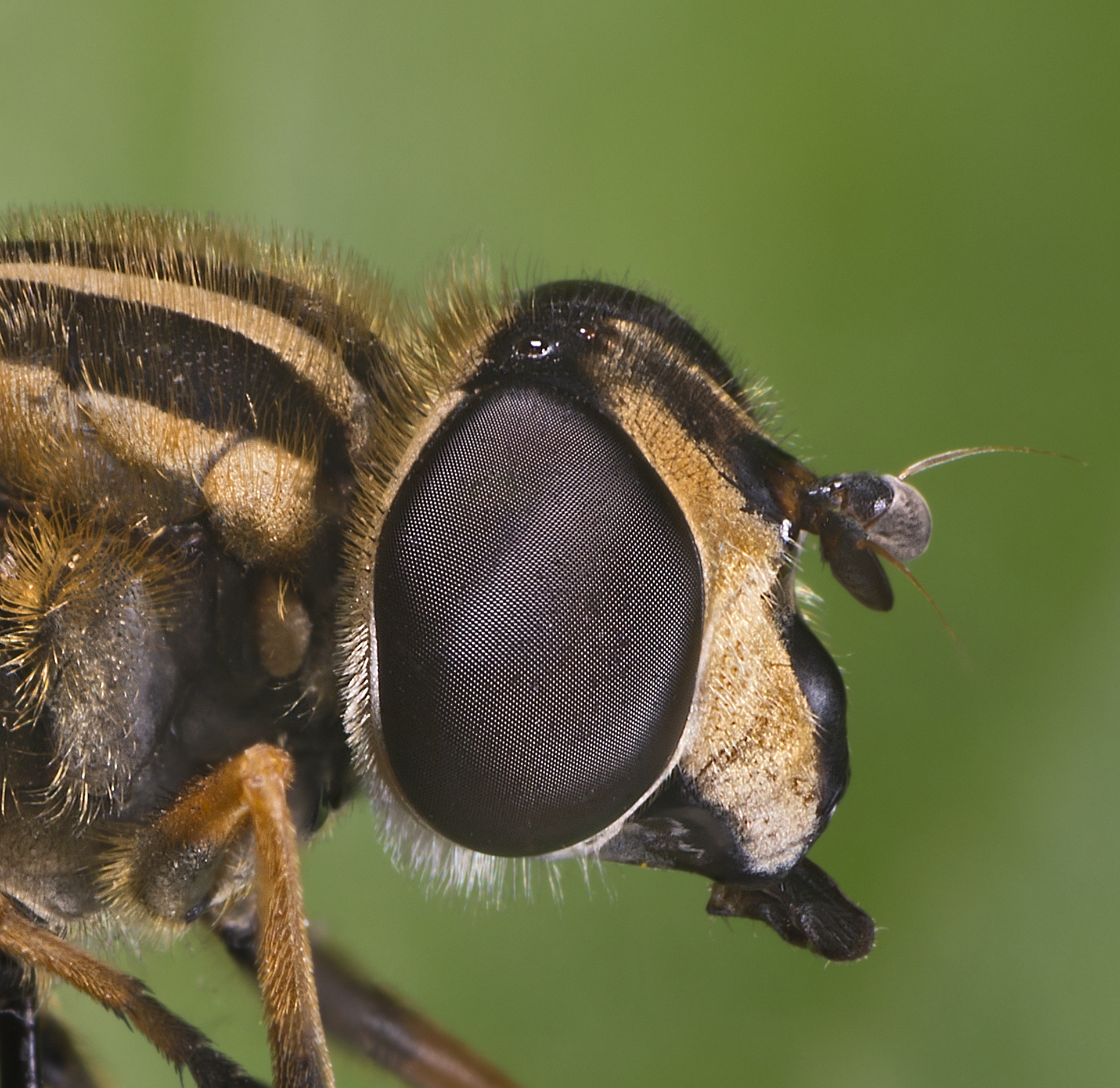
Großaufnahme des Kopfes
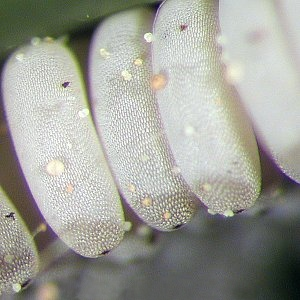
Eier
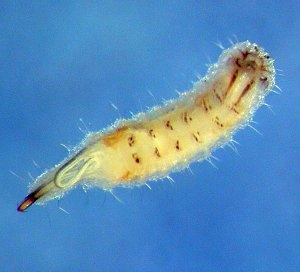
Larve
- Ein Weibchen säubert sich (Video, 40 s)
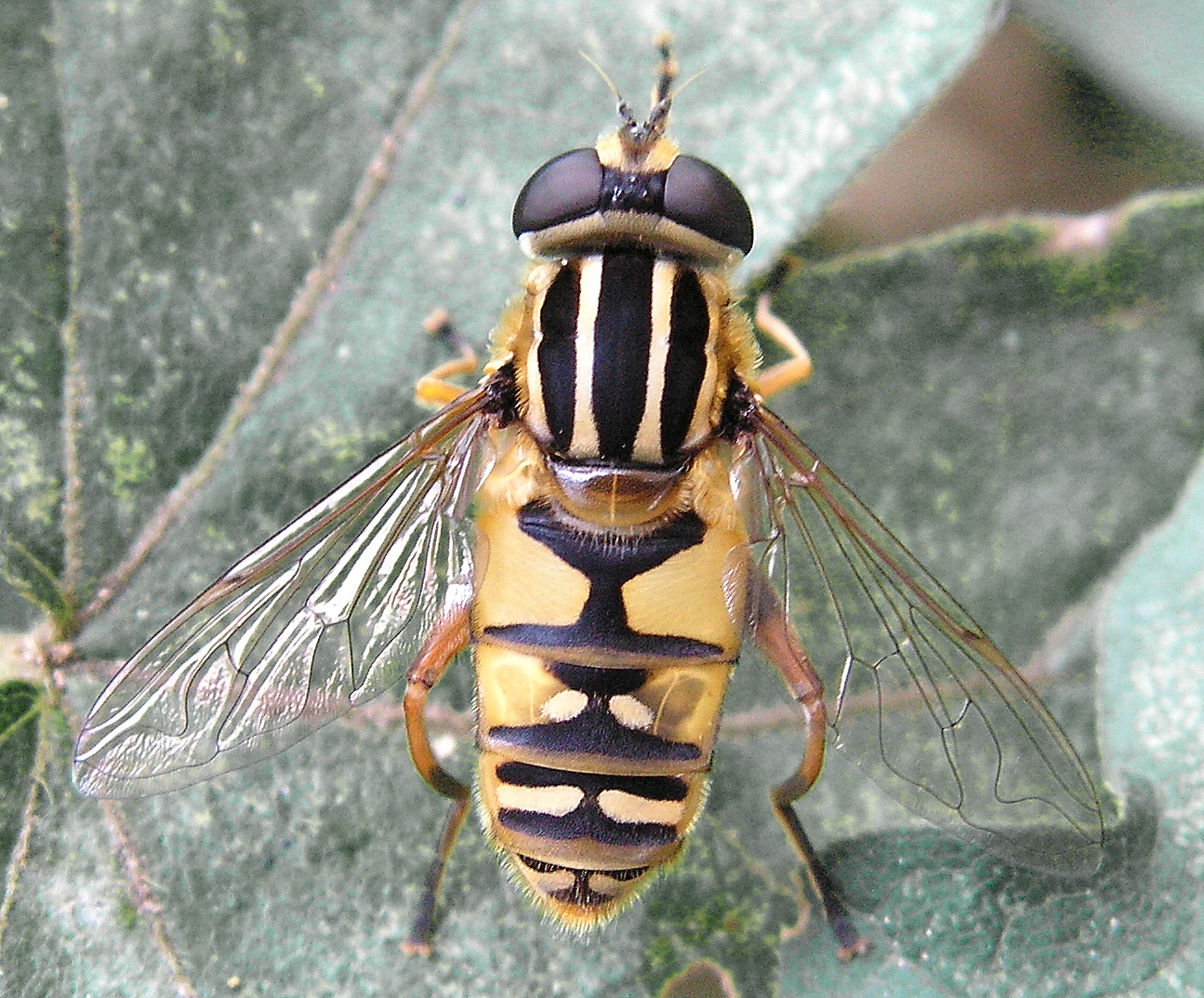
Weibchen